# Mezinárodní federace účetních
Mezinárodní federace účetních (IFAC, anglicky: International Federation of Accountants) se sídlem v New Yorku je celosvětová organizace zabývající se účetní profesí. Organizace sdružuje celkem 175 členských profesních organizací účetních, které zastupují téměř 3 miliony profesních účetních ve 130 zemí světa. IFAC byla založena dne 7. října 1977 v Mnichově na 11. světovém kongresu účetních. Posláním IFAC je sloužit veřejnému zájmu tím, že v celosvětovém měřítku posiluje postavení auditorské profese a přispívá k rozvoji mezinárodních ekonomik tím, že:
- Vydává a prosazuje vysoce kvalitní a odborné mezinarodní standardy v oblasti auditu, účetnictví veřejného sektoru, etiky a vzdělání pro profesionální účetní a podporuje jejich dodržení;
- Usnadňuje spolupráci mezi členskými profesními organizacemi;
- Spolupracuje s dalšími mezinárodními organizacemi;
- Vystupuje v roli mezinárodnícho mluvčího účetní profese.

V čele Mezinárodní federace účetních stojí prezident. Prezidenta navrhují členské organizace a jmenuje Rada IFAC. Prvním prezidentem IFAC byl Reinhard Goerdeler, Německo (1977-1980). V současnosti prezidentem je In-Ki Joo, Republic of Korea, který byl jmenován v listopadu 2018 a bude sloužit jako prezident do listopadu 2020.
Struktura vedení Mezinárodní federace účetních byla navržena tak, aby podporovala transparentnost, ulehčila spolupráci mezi členskými organizacemi a komunikaci s věřiteli a zabezpečila efektivní chod organizace. Pravomoce a role Rady a Představenstva IFAC jsou detailně popsány v Ústavu IFAC, který byl schválen v roce 2014, a ve Směrnici IFAC, která byla roce 2017 aktualizována.
Rada IFAC je vrcholné vedení, skládá se ze zástupců jednotlivých členských organizací. Schází se jednou za rok a rozhoduje o ústavních a strategických záležitostech a volí Představenstvo.
Představenstvo dohlíží na činnosti IFAC a přijímá nutné opatření za účelem dosažení a dodržení poslání IFAC. Představenstvo tvoří Prezident a 22 zástupce členských organizací včetně viceprezidenta. Členství jednotlivých organizací odráží úroveň finančních příspěvku těchto organizací. Komise, která jmenuje představenstvo si klade za cíl dosáhnout rozmanité a různorodé složení, pokud jde o rovnováhu pohlaví, regionálního zastoupení a odborných znalostí.
IFAC zavedla celou řadu výborů a komisí za účelem vyvíjení mezinárodních standardů a pokynů a zaměření na specifické sektory profese:
IAASB (International Auditing and Assurance Standards Board) nebo Rada pro mezinárodní auditorské a ověřovací standardy.
IAASB vydává Mezinárodní auditorské standardy, které pokrývají různé služby nabízené profesionálními účetními v celosvětovém měřítku jako audit, revize, záruka, kontrola kvality a související služby. Na činnost IAASB dohlíží Rada pro dohled nad veřejným zájmem.
IAESB (International Accounting Education Standards Board) nebo Rada pro mezinárodní účetní vzdělávání
IAESB vypracovává jednotné pokyny pro vzdělávání, odbornou přípravu a další profesní rozvoj. Národní profesionální účetní organizace jsou povinny zohlednit tyto vzdělávací standardy při formulaci svých vzdělávacích systémů.
PABC (Professional Accountants in Business Committee)
IPSASB (International Public Sector Accounting Standards Board) nebo Rada pro mezinárodní účetní standardy pro veřejný sektor.
IPSASB vydává Mezinárodní účetní standardy pro veřejný sektor. Tyto standardy vycházejí z Mezinárodních standardů účetního výkaznictví (IFRS) vydaných IASB s vhodnými úpravami relevantními pro veřejný sektor.
TAC (Transnational Auditors Committee) nebo Výbor nadnárodních auditorů
CAP (Compliance Advisory Panel) nebo Porádní panel pro dodržování předpisů
PAODC (Professional Accountancy Organization Development Committee) nebo Výbor pro rozvoj odborné účetní organizace
IAPC (International Auditing Practices Committee) nebo Komise pro Mezinárodní auditorskou praxi
Rada IFAC jmenuje členy Rady pro mezinárodní účetní standardy (IASB). IASB vydává Mezinárodní standardy účetního výkaznictví (IFRS/IAS). Aplikace IFRS není pro některé druhy účetních jednotek vhodná, proto Rada IFAC založila Radu pro mezinárodní účetní standardy pro veřejný sektor (IPSASB), která si klade za cíl vytvořit vysoce kvalitní účetní standardy používané v účetních jednotkách veřejného sektoru. Tyto standardy by měly zvýšit transparentnost účetních zpráv vládních a jiných účetních jednotek veřejného sektoru. IPSASB vydává Mezinárodní účetní standardy pro veřejný sektor (IPSAS). Členové IPSASB jsou jmenováni Radou Mezinárodní federace účetních.

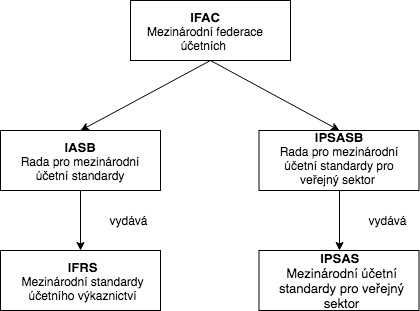
Organizační schéma IFAC